# Cigköfte

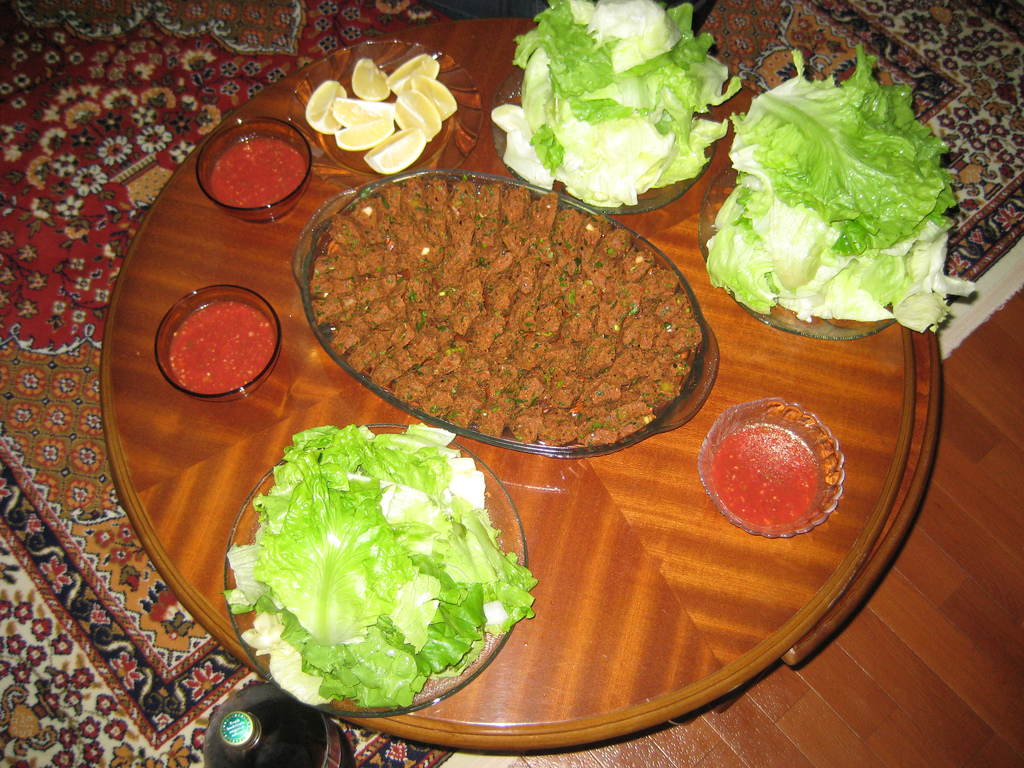
Çigköfte

Çigköfte (Turks voor rauwe vleesbal) is een gerecht uit Turkije dat wordt gemaakt van rauw vlees, bulgur en pittige kruiden. Doorgaans wordt rundvlees of lamsvlees gebruikt dat geen enkel vet of aderen bevat.
Er bestaat tevens een variant zonder vlees. Hierbij wordt het vlees vervangen door gemalen walnoten en wordt de hoeveelheid gebruikte kruiden uitgebreid om een vleessmaak te benaderen. Bij deze variant kan men spreken van een veganistisch gerecht.
Çigköfte wordt doorgaans geserveerd met dürüm en/of salade.
Çigköfte is van oorsprong een hoofdgerecht dat bekend was in Zuidoost-Turkije (Adana, Gaziantep en Sanliurfa). Tegenwoordig wordt het door heel Turkije en daarbuiten genuttigd, waar het wordt geserveerd als een borrelhapje of als een bijgerecht.